# Шатобур (Иль и Вилен)
Шатобур (фр. Châteaubourg) — коммуна на северо-западе Франции, находится в регионе Бретань, департамент Иль и Вилен, округ Фужер-Витре, кантон Шатожирон. Расположена в 22 км к востоку от Ренна, на обоих берегах реки Вилен. Через территорию коммуны проходит национальная автомагистраль N157. В центре коммуны находится железнодорожная станция Шатобур линии Париж-Брест.
Население (2019) — 7 336 человек.

## История
Шатобур расположен на римской дороге из Виндунума (Ле-Ман) в Кондат (Ренн). В XI веке здесь был открыт приход аббатства Сен-Совёр в Редоне. Феодальный замок, окруженный несколькими башнями, существовал на протяжении нескольких веков на берегу Вилена, но уже в XV веке он был разрушен. В 1341 году, во время войны за бретонское наследство, в Шатобуре разбили лагерь английские войска, пришедшие на помощь Жану де Монфору.
В 1591 году, во время Религиозных войн, в окрестностях Шатобура партизаны Генриха Наваррского атаковали солдат герцога де Меркёра, одного из вождей Католической лиги, и добились успеха. В июле 1677 года король Людовик XIV возвел сеньоров Шатобур в графское достоинство. Во время Великой французской революции город захватили шуаны и некоторое время удерживали его, ведя тяжелые бои с революционными войсками.
В 1858 году был открыт первый участок железнодорожной линии Париж-Брест. Железнодорожную станцию Шатобур приехал открывать лично император Наполеон III. В 1902 году город, один из первых в департаменте, был электрифицирован. Это позволило оснастить электрическими турбинами местные мельницы, в том числе и знаменитую Ar Milin.

## Достопримечательности
- Церковь Святого Петра конца XIX века, построенная на месте средневековой церкви
- Церковь Святого Мелания XVIII века
- Старинная мельница Ar Milin XVII—XX веков, в настоящее время — отель

## Экономика
Структура занятости населения:
- сельское хозяйство — 2,0 %
- промышленность — 37,8 %
- строительство — 4,3 %
- торговля, транспорт и сфера услуг — 39,0 %
- государственные и муниципальные службы — 16,8 %

Уровень безработицы (2018) — 7,2 % (Франция в целом — 13,4 %, департамент Иль и Вилен — 10,4 %). 

Среднегодовой доход на 1 человека, евро (2018) — 23 400 (Франция в целом — 21 730, департамент Иль и Вилен — 22 230).

## Демография
Динамика численности населения, чел.

## Администрация
Пост мэра Шатобура с 2014 года занимает член партии Союз демократов и независимых Тедди Ренье (Teddy Régnier). На муниципальных выборах 2020 года возглавляемый им центристский список был единственным.
| Период | Период | Фамилия          | Партия                         | Примечания                                  |
| ------ | ------ | ---------------- | ------------------------------ | ------------------------------------------- |
| 1971   | 1983   | Поль Лемуэн      | Разные правые                  | врач, член Генерального совета департамента |
| 1983   | 1989   | Андре Давид      | Разные правые                  | врач, член Генерального совета департамента |
| 1989   | 1995   | Поль Лемуэн      | Разные правые                  | врач, член Генерального совета департамента |
| 1995   | 2001   | Жан-Шарль Бужери | Союз за французскую демократию |                                             |
| 2001   | 2014   | Виржини Кле      | Социалистическая партия        | ветеринар, сенатор                          |
| 2014   |        | Тедди Ренье      | Союз демократов и независимых  |                                             |

## Города-побратимы
- Иффельдорф, Германия

## Галерея

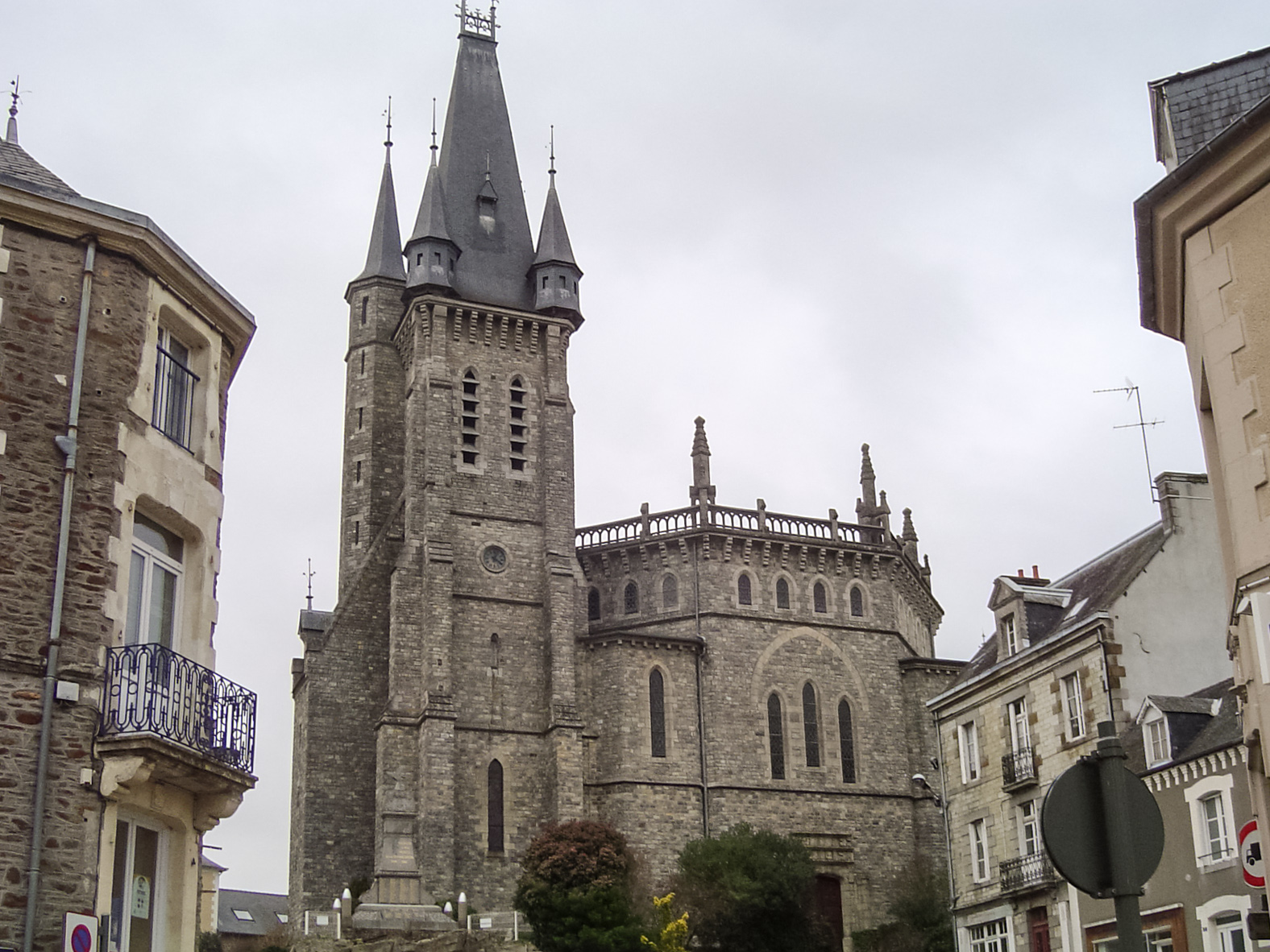
Церковь Святого Петра